# Andrzej Łągwa
Andrzej Łągwa (ur. 24 stycznia 1944 w Poniatowie, zm. 2 marca 2022) – polski aktor filmowy i teatralny.

## Życiorys
W 1966 roku ukończył studia na Wydziale Aktorskim PWSFTviT w Łodzi.
Występował w teatrach: Powszechnym w Łodzi (1964, 1968–1991) i im. Wojciecha Bogusławskiego w Kaliszu (1967–1968).
Ojciec kompozytora Jacka Łągwy  oraz  mąż aktorki Janiny Borońskiej-Łągwy.

## Filmografia
Filmy
- 1965: Lekcja II
- 1973: Hubal
- 1973: Gościnny występ
- 1975: Zawodowcy jako robotnik
- 1976: Krótkie życie (Krátky život) jako „Kuna”
- 1978: Umarli rzucają cień jako strażnik więzienny
- 1982: Matka Królów jako milicjant
- 1984: Lawina
- 1986: Pan Samochodzik i niesamowity dwór jako biskup
- 1988: Powrót do Polski jako Sylwin Strakacz, sekretarz Paderewskiego

Seriale
- 1970: Doktor Ewa jako Józek Grabarczyk, narzeczony Agnieszki
- 1972: Chłopi
- 1974: Ile jest życia jako Paweł, mężczyzna odprowadzający Annę na samolot
- 1988: Pogranicze w ogniu